# Fédération européenne de la photographie
 (mai 2016).
Si vous disposez d'ouvrages ou d'articles de référence ou si vous connaissez des sites web de qualité traitant du thème abordé ici, merci de compléter l'article en donnant les références utiles à sa vérifiabilité et en les liant à la section « Notes et références ».
La Fédération européenne de la photographie (FEP) est une organisation qui réunit des associations nationales de photographes professionnels. Elle a son siège à Bruxelles.

## Activité
La FEP décerne des  titres européens à des photographes sur dossier sur un thème précis (portrait, sport…) : le EP (European Photographer), le QEP (Qualified European Photographer) et MQEP (Master Qualified European Photographer).
La Qualification Européenne de Photographe a pour objectif de récompenser l’excellence en Europe de photographes professionnels,. 

## Compétitions

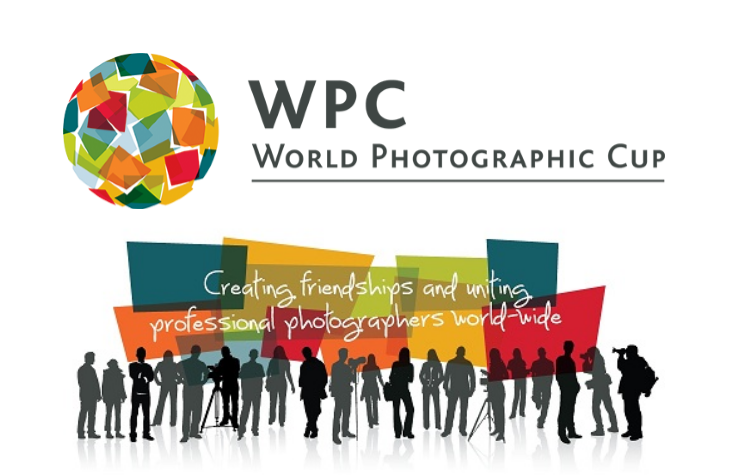
World Photographic Cup

- 2008 - Première édition de la « FEP Professional Photographer of the Year Award »
- Depuis 2010 - « the Photo Book Award » - récompensant les albums
- Depuis 2013 - « the FEP Emerging Talent Award (FETA) » - mettant en valeur les jeunes talents
- Depuis 2013  - Coupe du monde de la photographie (World Photographic Cup) (en coopération avec Professional Photographers of America)- une association à but non lucratif qui a pour but d'unir les photographes dans un esprit de coopération et d’amitié.